# Полуэктов, Степан Михайлович
Степан Михайлович Полуэ́ктов (1918—1945) — советский военнослужащий. Участник Великой Отечественной войны. Герой Советского Союза (1943). Старшина.

## Биография
Родился 12 января 1918 года (по другим данным — 15 января 1919 года) в рабочем посёлке Тирлян (ныне — Тирлянский Белорецкого района Республики Башкортостан) в семье рабочего-лесника Михаила Григорьевича и домохозяйки Федосии Васильевны Полуэктовых. Русский. Окончил четыре класса начальной школы. До призыва на военную службу работал лесорубом в Тирлянском леспромхозе.
В ряды Рабоче-крестьянской Красной Армии был призван Белорецким райвоенкоматом в 1939 году. Служил на Дальнем Востоке понтонёром 2-го моторизованного понтонно-мостового полка.
На фронтах Великой Отечественной войны с марта 1942 года в звании рядового в составе 9-го отдельного моторизованного понтонно-мостового батальона 38-й армии Юго-Западного фронта. Боевое крещение принял на реках Оскол и Северский Донец, где его батальон обеспечивал переброску войск, вооружения и боеприпасов на Барвенковский плацдарм. В июле 1942 года 9-й отдельный моторизованный понтонно-мостовой батальон оказался на Сталинградском фронте (в октябре 1942 года он был придан 65-й армии Донского фронта, в составе которой участвовал в Сталинградской битве). Понтонёр С. Полуэктов осенью 1942 года в составе своего подразделение обеспечивал завоевание задонского плацдарма в районе станицы Клетской и обеспечение удерживавших его подразделений. В ноябре 1942 года в преддверии контрнаступления советских войск под Сталинградом инженерные части 65-й армии обеспечили переправу через Дон тяжёлой техники и артиллерии. Впоследствии командующий 65-й армией генерал П. И. Батов вспоминал:

Форсирование Дона как составная часть наступательной операции 65-й армии было осуществлено без существенного снижения темпов наступления. Это позволило войскам 65-й армии во взаимодействии с другими соединениями после захвата плацдарма на противоположном берегу быстро создать сплошной внутренний фронт окружения противника под Сталинградом. 
После завершения Сталинградской битвы 65-я армия была выведена в резерв Ставки Верховного Главнокомандования и 15 февраля 1943 года была включена в состав Центрального фронта. На Центральном фронте С. Полуэктов, произведённый в ефрейторы, в конце августа — сентябре 1943 года принимал участие в Черниговско-Припятской операции, обеспечивая переправу подразделений 65-й армии через Десну.
В конце сентября 1943 года 60-я армия Центрального фронта вышла к Днепру в районе сёл Старый Глыбов и Окуниново. 25 сентября С. Полуэктов с первым понтоном начал переправу десантной группы на правый берег Днепра в район села Страхолесье. Противник вёл по месту переправы интенсивный артиллерийский и миномётный огонь. В 60—70 метрах от правого берега Днепра понтон был повреждён осколком снаряда. Не раздумывая, ефрейтор Полуэктов бросился в реку и руками вытолкал понтон на мелководье. После высадки десанта и захвата плацдарма продолжил переправу стрелковых подразделений через Днепр. За отличие при форсировании Днепра указом Президиума Верховного Совета СССР от 17 октября 1943 года ему было присвоено звание Героя Советского Союза.
В дальнейшем принимал участие в освобождении Правобережной Украины, пройдя путь от ефрейтора до старшины. В ходе Житомирско-Бердичевской операции в составе своего подразделения обеспечивал переправу подразделений 60-й армии 1-го Украинского фронта через реки Тетерев, Случь и Горынь. Во время Проскуровско-Черновицкой операции подразделения 9-го отдельного понтонно-мостового батальона осуществляли переброску войск через реку Серет в районе города Тарнополя, а в ходе Львовско-Сандомирской операции обеспечивали форсирование реки Сан в районе Перемышля. В декабре 1944 года батальон был передан на 1-й Белорусский фронт и включён в состав 61-й армии. В январе 1945 года он принял участие в Варшавско-Познанской наступательной операции с Магнушевского плацдарма. В первый день наступления 14 января 1945 года помощник командира взвода старшина С. Полуэктов получил задание с группой бойцов переправиться через реку Пилицу и произвести разведку посёлка Остроленка. При выполнении задания был тяжело ранен. Его пытались самолётом доставить в ближайший госпиталь в посёлке Вильковице, но во время перелёта он скончался. Похоронен в посёлке Вильковице Бельского повята Силезского воеводства Польской Республики.

## Награды
- Медаль «Золотая Звезда» (17.10.1943);
- орден Ленина (17.10.1943);
- медаль «За оборону Сталинграда».

## Память
- Бюст Героя Советского Союза С. М. Полуэктова установлен на Аллее Героев в городе Белорецке Республики Башкортостан.
- Мемориальная доска в честь Героя Советского Союза С. М. Полуэктова установлена в посёлке Тирлянский Белорецкого района Республики Башкортостан.
- Именем Героя Советского Союза С. М. Полуэктова названа улица в посёлке Тирлянский Белорецкого района Республики Башкортостан.

## Документы
- Общедоступный электронный банк документов «Подвиг Народа в Великой Отечественной войне 1941—1945 гг.» Дата обращения: 29 июля 2012. Архивировано из оригинала 13 марта 2012 года.

Представление к званию Героя Советского Союза и указ ПВС СССР о присвоении звания. Дата обращения: 29 июля 2012. Архивировано 30 сентября 2012 года.
- Обобщенный банк данных «Мемориал». Дата обращения: 29 июля 2012. Архивировано из оригинала 10 мая 2012 года.

ЦАМО, ф. 58, оп. 18003, д. 196. Дата обращения: 29 июля 2012. Архивировано 30 сентября 2012 года.
ЦАМО, ф. 58, оп. А-83627, д. 6356. Дата обращения: 29 июля 2012. Архивировано 30 сентября 2012 года.